# اليوم الدولي لتعميم الانتفاع بالمعلومات
اليوم الدولي لتعميم الانتفاع بالمعلومات هو حدث للأمم المتحدة، يُقام في 28 سبتمبر من كل عام، أقرته الجمعية العامة للأمم المتحدة في 17 نوفمبر 2015، ويهدف إلى حماية وتعزيز الحق في الانتفاع بالمعلومات باعتباره حقاً أساسياً من حقوق الإنسان، وأمراً ضرورياً لإحراز التقدم المنشود في تحقيق أهداف التنمية المستدامة وذلك بدعم من اليونسكو.

## وصلات خارجية
- الموقع الرسمي.